# Tortenspitze

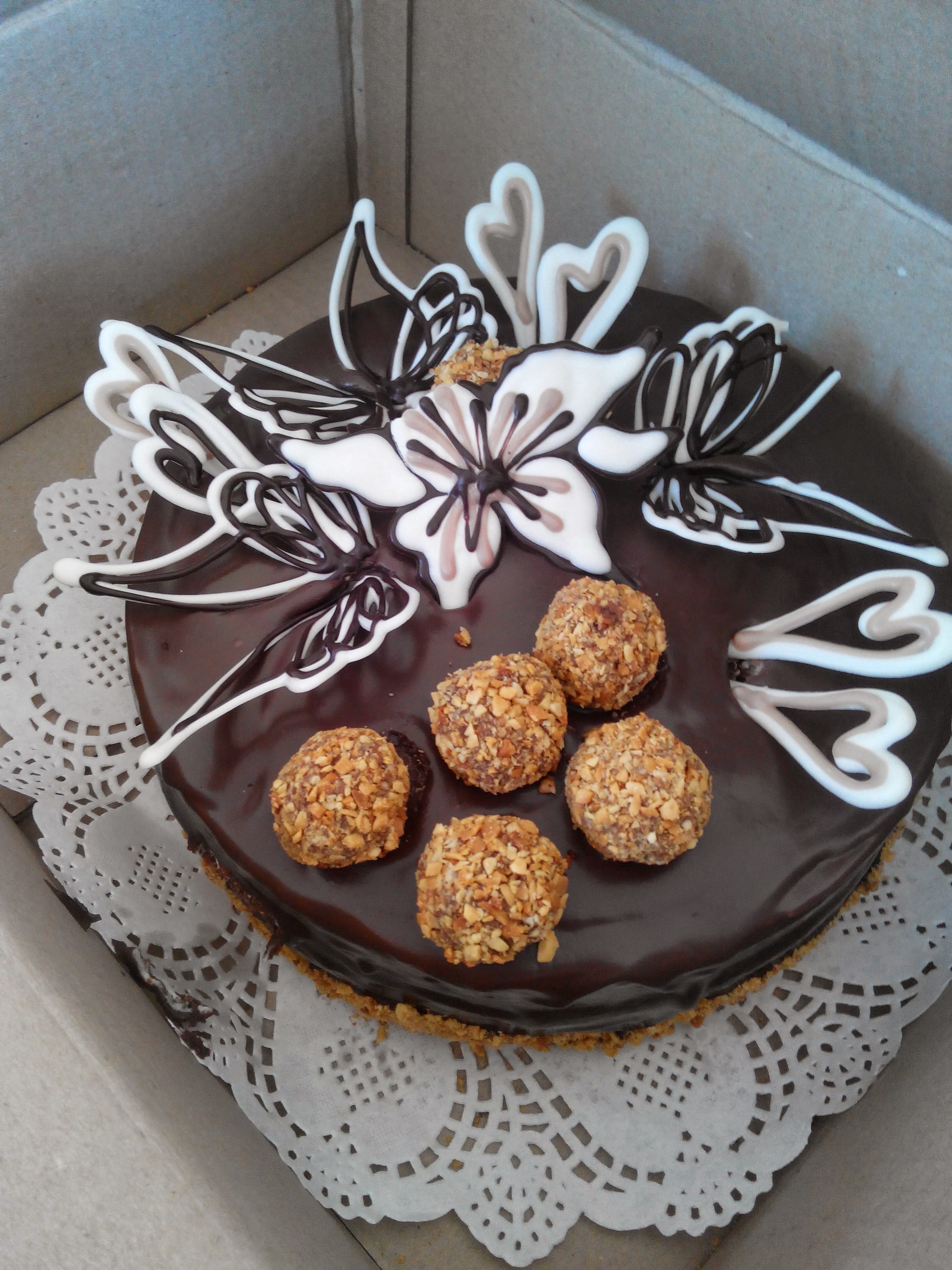
Schokoladentorte auf einer Tortenspitze

Als Tortenspitze (auch Doiles) bezeichnet man Unterlagen für Backwaren.
Zur Herstellung werden Blätter aus „lebensmittelechtem“ Spitzenpapier verwendet, die durch Zuschnitt und Stanzen an Spitzenstoff erinnern sollen. Ursprünglich in runder Form für die Unterlage von Torten vorgesehen, werden sie inzwischen auch in anderen Formen hergestellt. Sie dienen sowohl der Dekoration als auch dem Binden von Flüssigkeiten und Fett, das aus Backwaren austritt.
Sie werden in Konditoreien, Patîsserien, der Gastronomie wie in Cafés eingesetzt, aber auch in Privathaushalten. Zudem werden sie oft bei der Transportverpackung von Torten untergelegt, wobei sie als Schutzschicht zwischen Tortenboden und Transportkarton sowie als Hilfe beim Einsetzen und Herausnehmen der Torte dienen. Tortenspitzen werden in unterschiedlichen Formen, Gestaltungen und Größen als Backzubehör im Fach- und Versandhandel sowie in Supermärkten und Haushaltswarengeschäften vertrieben. Sie sind meist weiß, werden teils aber auch in verschiedenen Farben oder mit Motivdruck angeboten.

Beispiele für die Verwendung von Tortenspitzen
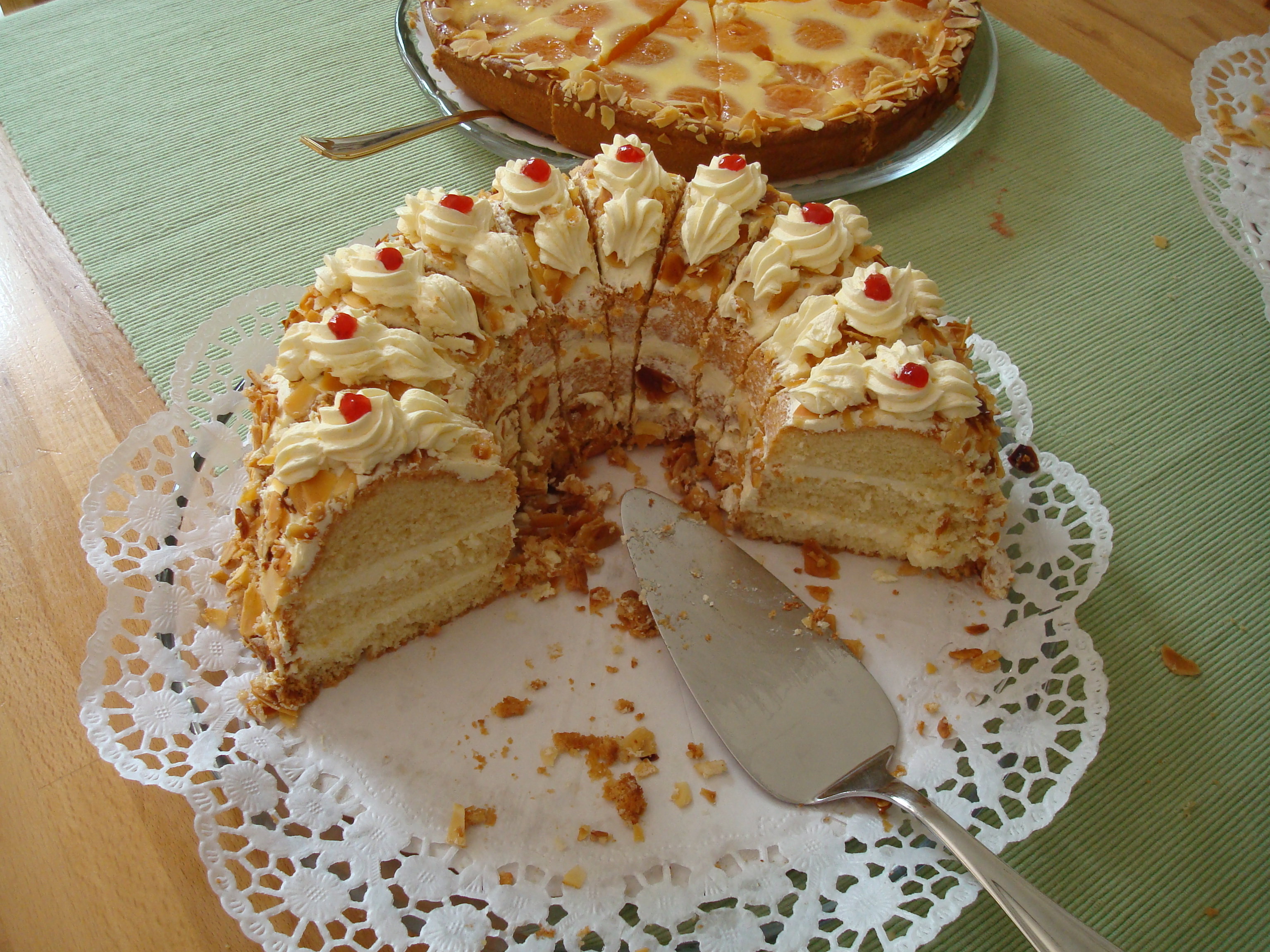
Frankfurter Kranz auf Tortenspitze
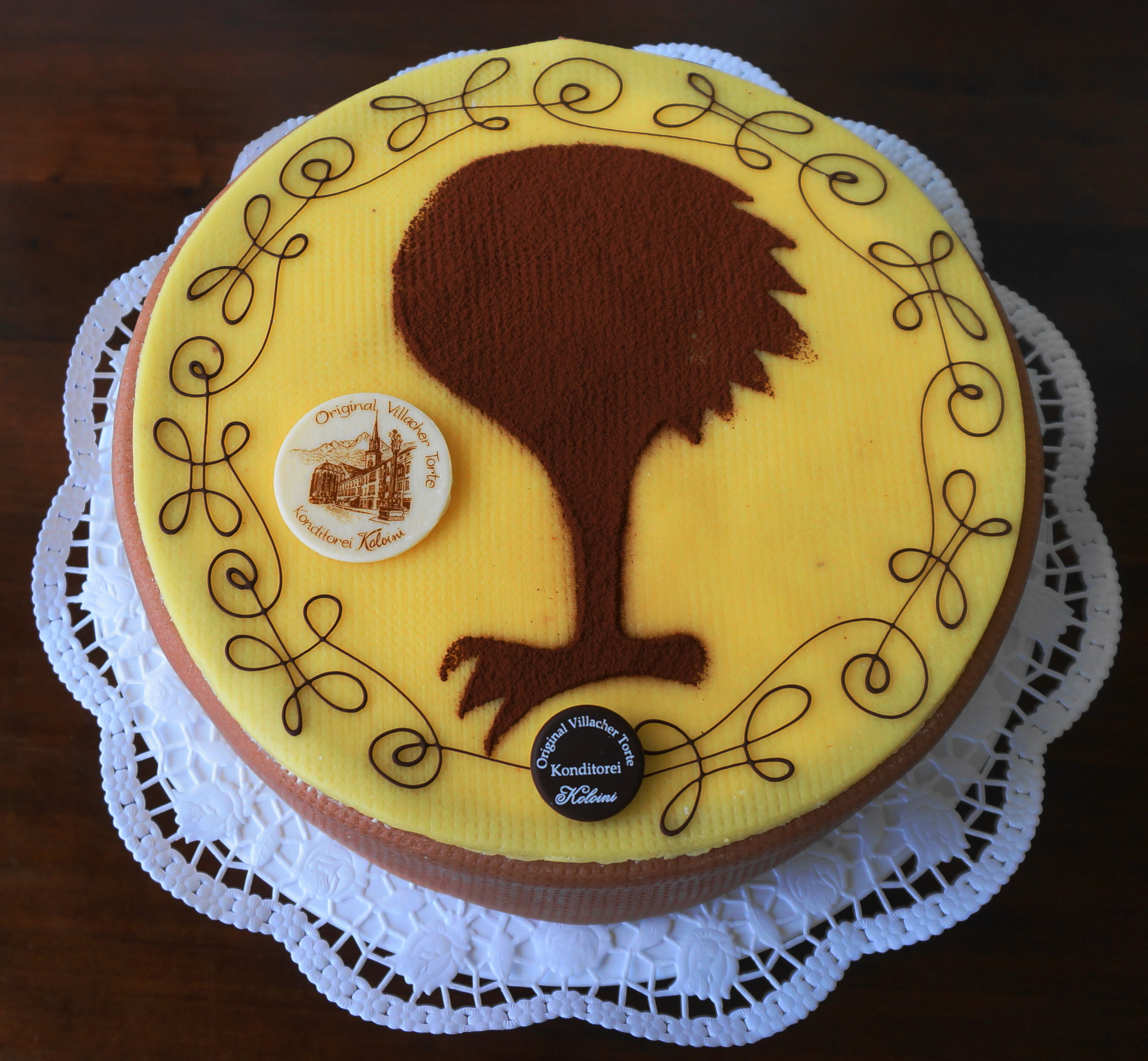
Villacher Torte auf Tortenspitze
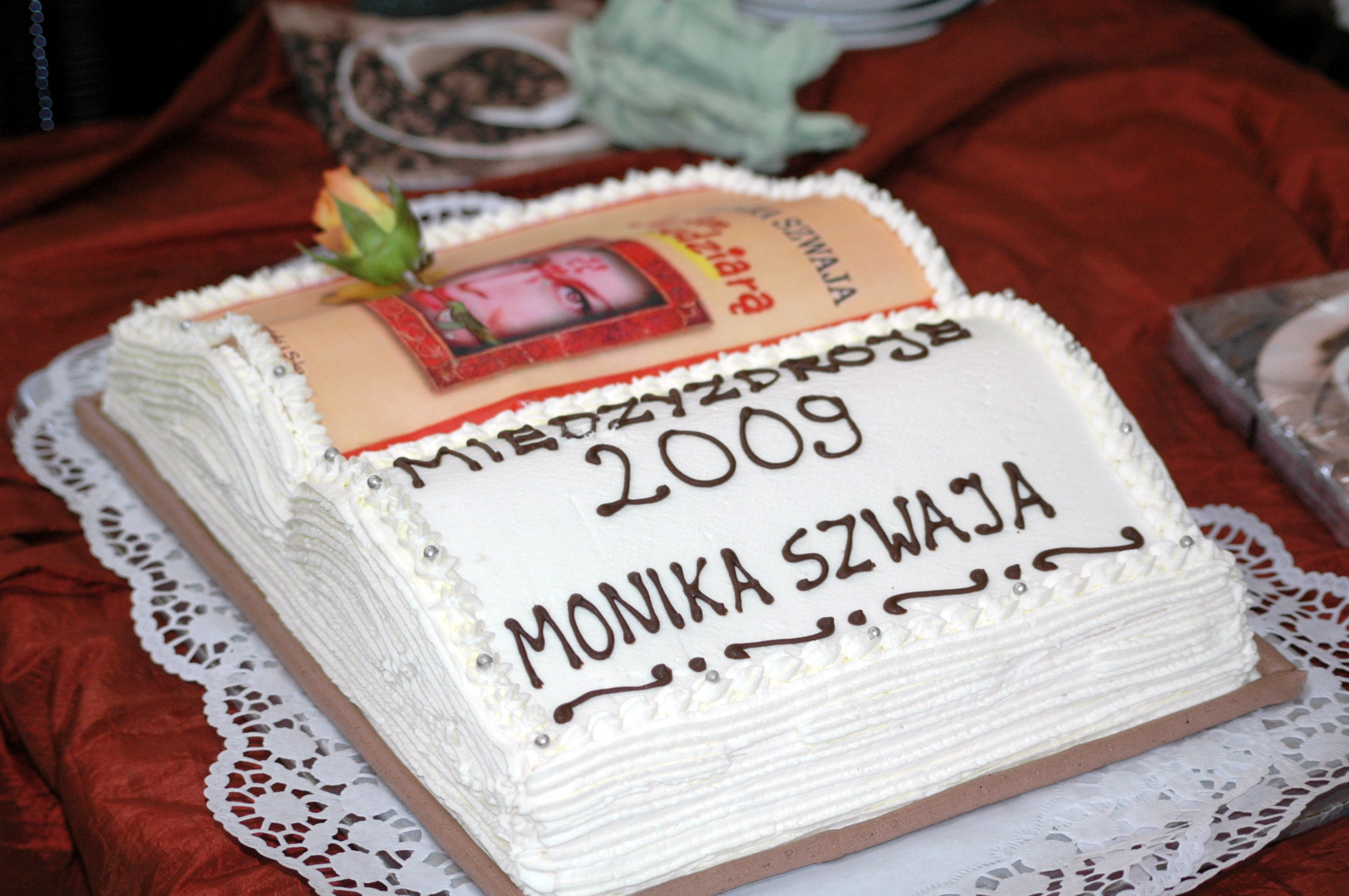
Rechteckige Motivtorte auf rechteckiger Tortenspitze
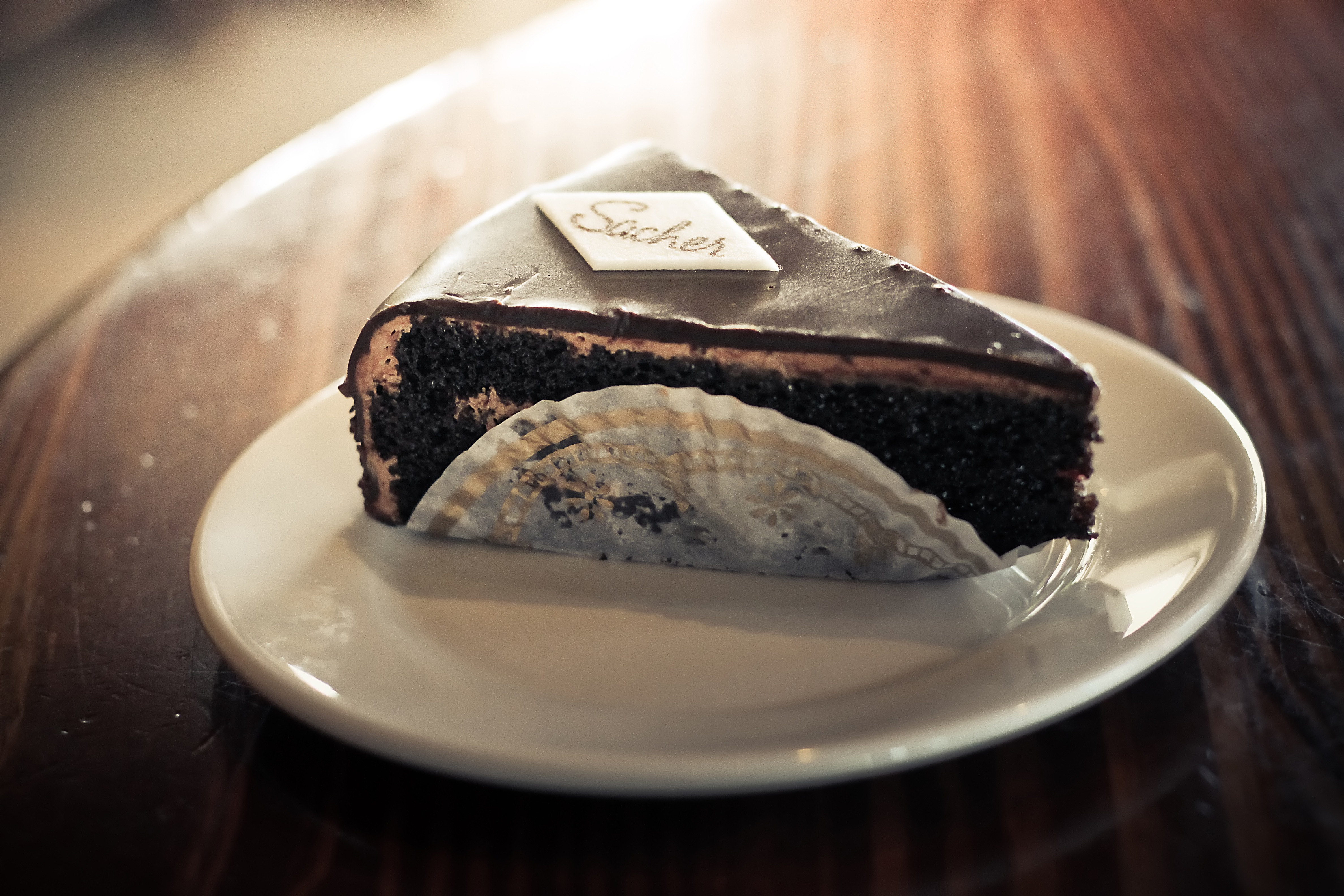
Tortenstück (Sachertorte), in Tortenspitze serviert
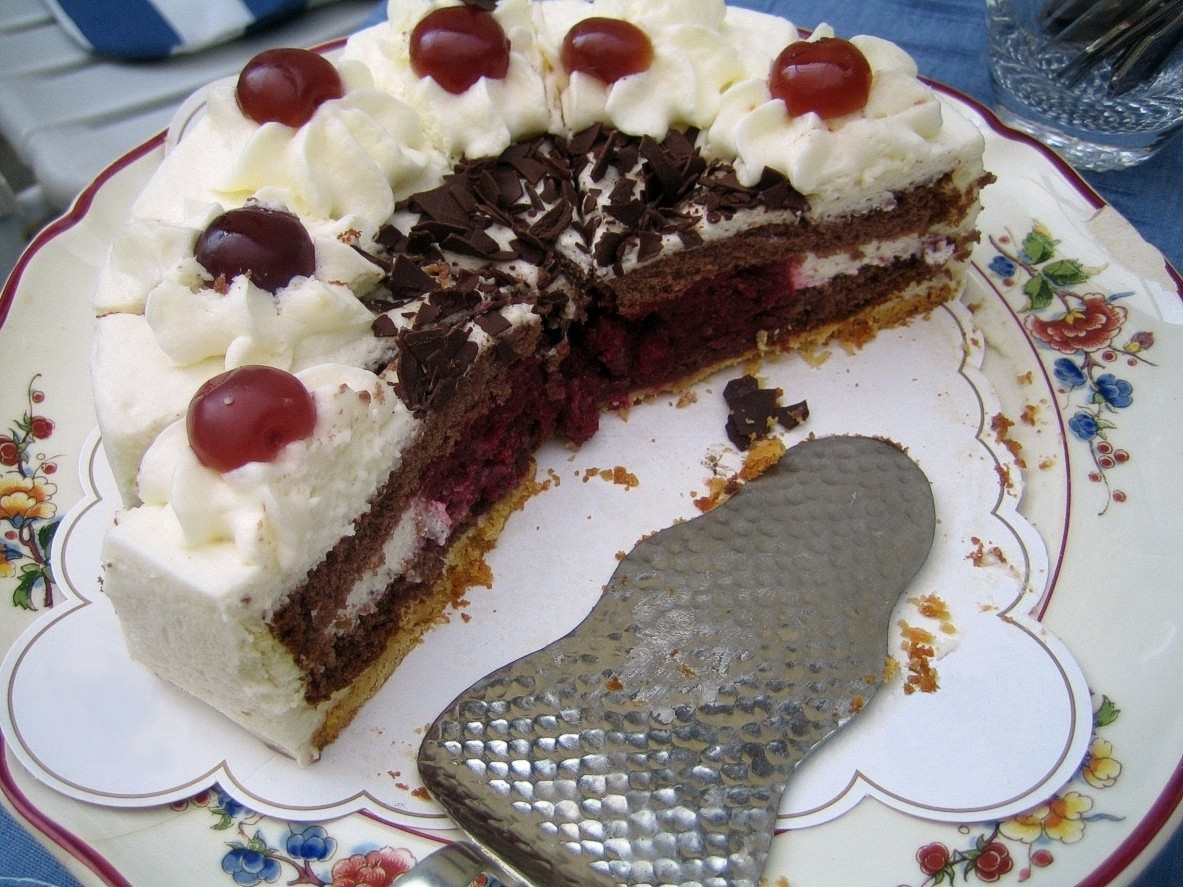
Schwarzwälder Kirschtorte auf einer Tortenunterlage aus dickem Papier